# Ару
Ару — село в районі Анантанг Джамму та Кашмір, Індія. Розташоване приблизно в 12 км від Пахалгам і 11 км вгору за течією від річки Ліддер. Відоме своїми мальовничими луками, озерами та горами, це базовий табір для походів до льодовика Колахой та до озера Тарсар. Село знаходиться на лівому березі річки Ару, яка є притокою річки Ліддер.

## Туризм
Долина Ару відома своїми мальовничими луками. Вона має популярність серед туристів своєю спокійною обстановкою та майже недоторканою природою.
Тут знаходяться близько 20 високогірних озер. Зимою практикується катання на лижах. Інші популярні туристичні заходи включають риболовлю в річці Ліддер, походи, катання на конях, екскурсії та фотографії.
| Індія | Це незавершена стаття з географії Індії. Ви можете допомогти проєкту, виправивши або дописавши її. |